# Gente como tú
Gente como tú fue un programa magacín chileno, transmitido de lunes a viernes a través de Chilevisión. Se caracterizó por tratar diferentes temas de actualidad, entretención y espectáculo chileno.

## Historia
El espacio comenzó el 26 de marzo de 2006 con la conducción de Leo Caprile, Marcela Vacarezza y Julián Elfenbein. En marzo de 2009, tras la salida de Vacarezza, se integra María Luisa Godoy. En 2010, sale Julián Elfenbein, tras su llegada a TVN.
Durante el verano de 2012, tras la salida de Caprile y Godoy, y ante una plena reformulación del matinal, Jordi Castell y Carmen Gloria Arroyo, quedan a cargo de la conducción.

## Rostros

### Panelistas
- Marcela Vacarezza (2006-marzo de 2009)
- Julián Elfenbein (2006-2010)
- Leo Caprile (2006-2012)
- Ivette Vergara (2006-2010)
- María Luisa Godoy (2009-2012)
- Jordi Castell (enero-febrero de 2012)
- Carmen Gloria Arroyo (enero-febrero de 2012)